# Кой (ван Пекче)
Кой (кор. 고이왕, 古爾王, Goi-wang, Koi-wang) — корейський ван, восьмий правитель держави Пекче періоду Трьох держав.

## Походження
Був другим сином вана Керу й молодшим братом вана Чхого. Після смерті Кусу трон успадкував його старший син Сабан, однак він був ще занадто молодим. Невдовзі Кой повалив Сабана та сам зайняв престол. Деякі сучасні дослідники вважають, що Кой був молодшим братом матері вана Чхого, тобто, не був прямим нащадком Онджо, засновника держави.

## Правління
Кой вважається правителем, який зумів централізувати владу в Пекче та заклав основи державної структури. Відразу після сходження на престол ван заснував центральне військове відомство, що мало на меті стримування незалежницьких настроїв місцевих родів. Відповідно до «Самгук Сагі» 260 року Кой організував центральну бюрократичну систему з шести міністрів і шістнадцяти рівнів державних службовців. Окрім того було запроваджено певний дрес-код, формування якого остаточно завершилось вже після смерті правителя.
За правління Коя Пекче зміцнила свою владу в долині річки Хан, а також зайняла панівне становище в південно-західній частині Корейського півострову.
262 року Кой видав положення проти хабарництва, що передбачало повернення корумпованими чиновниками коштів, утричі більших за суму хабара. Також він наказав обробляти сільськогосподарські землі на південь від столиці. 266 року ван відрядив армію для нападу на фортецю Бонгсан у володіннях Сілли. Володар фортеці особисто очолив загін з 200 відбірних вояків та завдав поразки війську Пекче. Повторно Кой удавався до нападів на Сіллу в 272, 278 й 284 роках. Під час походу 278 року військо Пекче взяло в облогу фортецю Кегок.
Окрім традиційного протистояння з Сіллою, Пекче здійснювала напади на південні китайські регіони у відповідь на атаки китайців, які остерігались надто значного збільшення впливу Пекче в регіоні.
«Самгук Сагі» відзначає такі головні події періоду правління Коя:
- взимку 236 року ван вирушив на полювання на острові в західному морі, там він уполював 40 оленів;
- навесні 238 року відбувалось поклоніння небу й землі за допомогою барабанів і свисту. За місяць ван вирушив на полювання до Пусана й повернувся за 50 днів. Влітку того ж року затремтів стовп біля царського палацу, і звідти вилетів жовтий дракон;
- від першого до п'ятого місяця 239 року в країні не було дощу;
- 240 року було організовано похід проти Сілли. Того ж року було проінспектовано річку Секхеон;
- навесні 242 року ван наказав селянам починати вирощувати рис на місці боліт у південних регіонах;
- навесні 243 року було збудовано великий вівтар, на якому було принесено жертви небесам, землі, горам і річкам;
- восени 255 року ван очолив похід проти Сілли, вороже військо зустріло Коя на захід від Кегока, де зазнало поразки. Взимку того ж року ван відрядив загін для нападу на фортецю Бонсан, але він не зміг її взяти;
- навесні 257 року Пекче знову спіткала посуха, від якої посохли всі рослини;
- навесні 258 року вождь племінного союзу мохе надіслав вану в подарунок десятьох коней. Вдячний Кой щедро нагородив посланців і відпустив їх додому;
- восени 259 року на схід від палацу спостерігалась пурпурова хмара, що формою нагадувала багатоповерхову вежу;
- навесні 260 року ван започаткував міністерства внутрішніх справ, що мало реалізовувати декларації виконавчої влади, фінансів, звичаїв та обрядів, оборони, а також судове міністерство. Ті міністерства утворили фактично перший корейський уряд (Сахе). Окрім іншого було запроваджено дрес-код для кожного з рангів державних чиновників;
- наприкінці весни 261 року Кой відрядив посольство до Сілли з пропозицією миру, на яку остання не пристала;
- на початку весни 262 року ван запровадив довічне ув'язнення за корупцію, крім того хабарник мав повернути втричі більше, ніж узяв;
- восени 266 року Кой відрядив військо для нападу на фортецю Бонсан, однак воно зазнало поразки від оборонців укріплення;
- восени 269 року спостерігався проліт комети;
- взимку 272 року ван знову наказав атакувати Сіллу;
- взимку 278 року відбувся черговий напад на Сіллу, війська Пекче оточили фортецю Кегок;
- восени 283 року Кой знову наказав атакувати кордони сусідньої Сілли;
- навесні 286 року ван відрядив посланців до Сілли з пропозиціями миру, але взимку того ж року Кой помер.